# Europeizacja
Europeizacja – wielopłaszczyznowy rozwijający się w czasie proces polegający na złożonej interakcyjności zmiennych, skutkujący zróżnicowanymi, współzależnymi, a nawet sprzecznymi efektami, występujący w wielu dziedzinach życia i odmiennie interpretowany w ujęciu poszczególnych dziedzin i dyscyplin naukowych.
Europeizacja, podobnie jak globalizacja, może być rozpatrywana z wielu punktów widzenia. K. Wach wyróżnia osiem wymiarów europeizacji w stosunku do Unii Europejskiej:
1. europeizacja w znaczeniu geograficznym[3].
2. europeizacja w znaczeniu socjologicznym
3. europeizacja w znaczeniu politycznym
4. europeizacja w znaczeniu prawnym
5. europeizacja w znaczeniu instytucjonalnym
6. europeizacja w znaczeniu makroekonomicznym transcendentnym
7. europeizacja w znaczeniu makroekonomicznym immanentnym
8. europeizacja w znaczeniu mikroekonomicznym.

## Europeizacja w ujęciu mikroekonomicznym
Proces internacjonalizacji przedsiębiorstw ograniczony do skali europejskiej. Polega na umiędzynarodowieniu działalności przedsiębiorstwa krajowego. Podstawową formą europeizacji przedsiębiorstw są dostawy wewnątrzwspólnotowe. Najbardziej wyrachowaną formą europeizacji jest samodzielne prowadzenie działalności gospodarczej na rynku innego kraju członkowskiego w postaci filii lub niezależnego przedsiębiorstwa.

## Europeizacja w ujęciu politycznym
Proces inkrementalny (stopniowy), prowadzony na drodze dobrowolnej integracji; prowadzi on do tego, że mechanizmy Unii Europejskiej stają się częścią systemu państwa narodowego. Państwo adaptuje do swego systemu politycznego rozwiązania unijne. Z obserwacji wynika, że łatwiej europeizują się państwa federalne niż unitarne.
Europeizacja w ujęciu politycznym to wpływ integracji europejskiej na państwo narodowe, a w szczególności na jego struktury, procesy i funkcje. Ta definicja obejmuje zarówno analizę oddziaływania otoczenia międzynarodowego na systemy polityczne państw członkowskich, jak i implementację prawa unijnego do krajowych porządków prawnych. Oznacza także wpływ instytucji państwa narodowego, jego polityki i treść tej polityki na instytucje i mechanizmu Unii Europejskiej. Państwo występuje jako aktywny i świadomy kreator nowego porządku, który powstaje w procesie integracji.